# Annigeri
Annigeri está localizado no distrito de Dharwad, no estado indiano de Karnataka.

## Geografia
Annigeri está localizada a 15° 26′ N, 75° 26′ L. Tem uma altitude média de 624 metros (2047 pés).

## Demografia
Segundo o censo de 2001, Annigeri tinha uma população de 25 709 habitantes. Os indivíduos do sexo masculino constituem 51% da população e os do sexo feminino 49%. Annigeri tem uma taxa de literacia de 55%, inferior à média nacional de 59,5%; com 61% para o sexo masculino e 39% para o sexo feminino. 14% da população está abaixo dos 6 anos de idade.